# Frederick Merriman

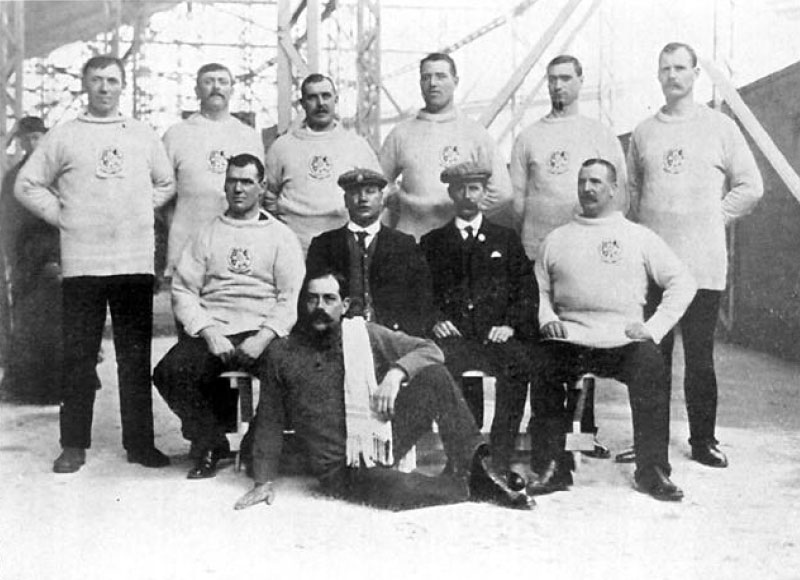
Equipo de Polica de Londres

Frederick "Fred" Harris Merriman (Chipping Campden,  18 de mayo de 1873 - Gloucester, 27 de junio de 1940) fue un atleta británico que compitió en los Juegos Olímpicos de 1908 en Londres.
Merriman fue campeón olímpico en el tira y afloja durante los Juegos Olímpicos de Londres 1908. Formó parte del equipo británico de la Ciudad de Policía de Londres que derrotó a Policía de Liverpool en la final.